# Conus abruptus
Conus abruptus é uma espécie extinta de caracol marinho, um molusco gastrópode marinho da família Conidae, dos caracóis cone e seus aliados.

## Descrição
Conus abruptus foi originalmente descoberto e descrito pelo geólogo neozelandês Patrick Marshall em 1918 .

A descrição do tipo de Marshall é a seguinte:
| “ | Conus (Lithoconus) abruptus. n. sp. (Placa XX, figs. 7, 7a.) Concha de tamanho moderado, Cónica, 20 mm por 11 mm. Pináculo de 5 espirais, quase plano, e a partir dele o protoconch de 3 espirais projeta-se bruscamente. Abertura estreita. Columela com uma ranhura em espiral perto da sua extremidade anterior. Ornamentação: os espirais da torre, cada um com cerca de 5 liras espirais atravessadas por numerosas linhas de crescimento. Sutura moderadamente profunda. Verticilo corporal com numerosas mas indistintas linhas de crescimento. Onze liras Espirais distintas perto da extremidade anterior. Caso contrário, a superfície é bastante lisa. Um exemplar, em bom estado. Este subgénero não foi anteriormente registado na Nova Zelândia. Tipo no Museu Wanganui. | ” |

## Distribuição
Pakaurangi Point, Porto de Kaipara, Nova Zelândia, durante o Terciário .